# Siniša Kelečević
Siniša Kelečević (Sebenico, 10 aprile 1970) è un ex cestista croato.

## Carriera
Con la Croazia ha disputato i Campionati europei del 1997.

## Palmarès
- Coppa di Germania: 1

Skyliners Frankfurt: 2000